# Yasushi Akimoto
Yasushi Akimoto (秋元 康 'Akimoto Yasushi'?, nacido el 2 de mayo de 1956) es un guionista de televisión, escritor, productor, profesor japonés. Es vicepresidente de la Kyoto University of Art and Design.

## Carrera
Cuando Akimoto era un estudiante de secundaria, se convirtió en guionista de televisión. Produjo una gran cantidad de programas de televisión tales como Utaban.
Akimoto hizo su debut como letrista de la canción de The Alfee en 1981, ha escrito letras de canciones de varios cantantes o grupos tales como Tunnels, Onyanko Club, AKB48, SKE48 y SDN48. También escribió el último sencillo de Hibari Misora en vida, "Kawa no Nagare no yo ni", y el sencillo debut de Jero "Umi Yuki".

## Vida personal
En 1988, Akimoto se casó con Mamiko Takai miembro de Onyanko Club.